# Plikatol A
Plikatol A je jedan od tri fenantrena koji se mogu izolovati iz stabljika orhideje Flickingeria fimbriata.

## Spoljašnje veze
- „Plicatol A at kanaya.naist.jp/knapsack_jsp”. Архивирано из оригинала 16. 01. 2017. г.